# Yankuba Ceesay
Yankuba Ceesay (Serekunda, 26 de junio de 1984) es un futbolista gambiano. Juega de centrocampista y juega en el JK Nomme Kalju de Estonia.

## Trayectoria
Luego de jugar en diversos equipos de su país, en el 2007 llegó al Perú contratado por el Alianza Atlético de Sullana, convirtiéndose de esta manera en el primer futbolista gambiano en jugar en Latinoamérica. Durante su estancia en tierras peruanas, a menudo era confundido con Momodou Ceesay, futbolista que jugó en el Mundial Sub-17 Perú 2005.
Posteriormente, a inicios del 2008 estuvo a prueba en el Walsall de la League One de Inglaterra, donde jugó un partido con la reserva. Luego fichó por el ŁKS Łódź de Polonia, donde no llegó a debutar oficialmente, y después por el Degerfors de Suecia, donde jugó 16 partidos en la temporada 2008.
En 2011, iba a regresar al Perú para jugar nuevamente por Alianza Atlético. Sin embargo, el club descartó su llegada por problemas de documentación.

## Selección nacional
Entre 2007 y 2008 jugó tres encuentros con la selección de fútbol de Gambia, dos de ellos por las eliminatorias para Sudáfrica 2010.

## Clubes
| Club             | País      | Año         |
| ---------------- | --------- | ----------- |
| Real de Banjul   | Gambia    | 2002 - 2003 |
| Flamemins FC     | Gambia    | 2003 - 2004 |
| Wallidan FC      | Gambia    | 2004 - 2006 |
| Alianza Atlético | Perú      | 2007        |
| ŁKS Łódź         | Polonia   | 2008        |
| Degerfors IF     | Suecia    | 2008 - 2009 |
| JK Nomme Kalju   | Estonia   | 2011 - 2013 |
| AC Kajaani       | Finlandia | 2014        |
| KPV Kokkola      | Finlandia | 2015 -      |